# Leonardo Senatore
Leonardo Senatore (Rosario, 13 de mayo de 1984) es un exjugador argentino de rugby que se desempeñaba como octavo o ala. Disputó dos ediciones de la Copa del Mundo de Rugby (2011 y 2015). Actualmente se desempeña como entrenador. 

## Trayectoria

### Jugador
Se formó en el Club Gimnasia y Esgrima de Rosario, debutando en el equipo superior en 2003 a los 19 años. 
En 2010 fue convocado a los Pampas XV para jugar la Vodacom Cup. Al año siguiente se consagraría campeón del torneo.
En noviembre de 2011 fue contratado por RC Toulon del Top 14, actuando como sustituto del lesionado Juan Martín Fernández Lobbe. Permaneció allí hasta abril de 2012, retornando a Pampas XV para una nueva edición de la Vodacom Cup.
En enero de 2013 fue fichado por los Worcester Warriors de la Aviva Premiership. A su equipo le tocó descender en 2014, pero luego ascendió en 2015 al conquistar el RFU Championship.
Formó parte del equipo Jaguares del Super Rugby entre 2016 y 2018, dejando a la franquicia para retornar a Gimnasia y Esgrima de Rosario. Con ese equipo ganó el Torneo del Interior A 2019.

#### Selección nacional
Senatore representó a su país tanto en categorías juveniles como en mayores.
Con Argentina XV jugó dos ediciones del Americas Rugby Championship (2009 y 2010) y la Churchill Cup 2009. 
Senatore formó parte de la selección de rugby 7 de Argentina que disputó el Seven de Dubái 2008.
En 2008 fue convocado a los Pumas para enfrentar a las selecciones de Uruguay y Chile. 
Disputó la Copa Mundial de Rugby de 2011 en Nueva Zelanda y la Copa Mundial de Rugby de 2015 en Inglaterra. En ese último torneo anotó un try en la victoria de su equipo 64-19 sobre Namibia.
Asimismo jugó en varias ediciones del Rugby Championship.

### Entrenador
Tras dejar la práctica de rugby competitivo, se desempeñó como entrenador de la selección de la Unión de Rugby de Rosario. 
En 2023 se desempeñó como asistente de Sarah Chobot al frente del equipo American Raptors y al año siguiente asumió como entrenador principal de Peñarol Rugby, ambas franquicias del Super Rugby Américas.

## Palmarés
- Campeón del Torneo del Interior A de 2019.
- Campeón del RFU Championship de 2014-15.
- Campeón de la Vodacom Cup de 2011.
- Campeón Torneo Regional del Litoral 2004. (Gimnasia y Esgrima de Rosario - Unión de Rugby de Rosario).
- Campeón Torneo Regional del Litoral 2003. (Gimnasia y Esgrima de Rosario - Unión de Rugby de Rosario).